# Arau

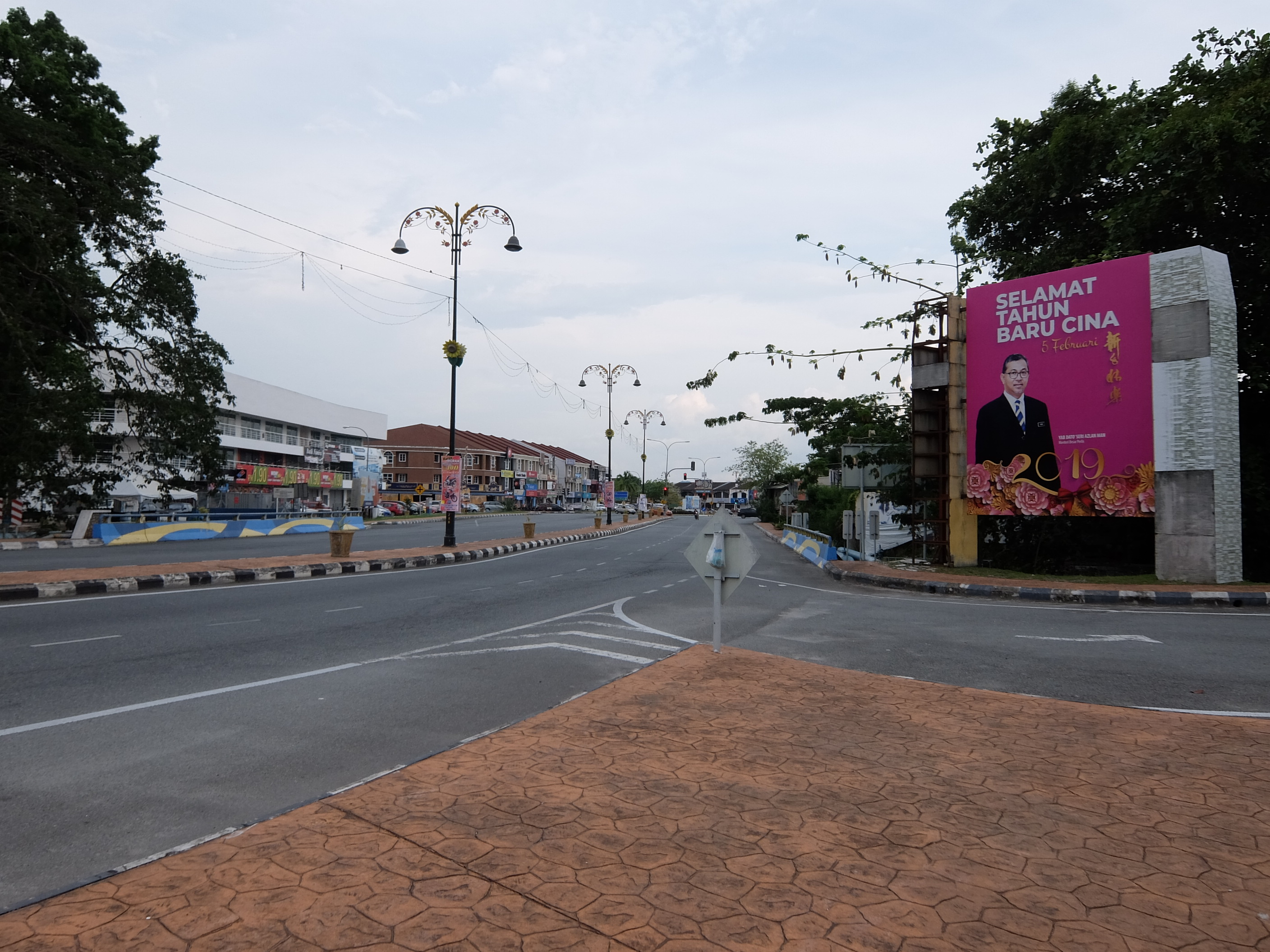
Arau

Arau ist eine Stadt im Bundesstaat Perlis in Malaysia. Sie liegt auf der malaiischen Halbinsel, etwa 14 Kilometer südöstlich von Kangar, der offiziellen Hauptstadt des Bundesstaates. In der Stadt befindet sich ein teilweise im Kolonialstil errichteter Palast (Istana), in dem der Raja residiert. In der Nähe des Palastes liegt auch die herrschaftliche Moschee, die mehr als 1000 Gläubigen Platz bietet. 
In Arau endet die Bahnverbindung für Reisende aus Kuala Lumpur, die von hier mit dem Taxi nach Kuala Perlis fahren und von dort mit dem Schiff nach Langkawi übersetzen können.